# Motom Delfino
Il Motom Delfino è stato una motocicletta prodotta dalla casa italiana Motom dal 1952 al 1957.

## Storia

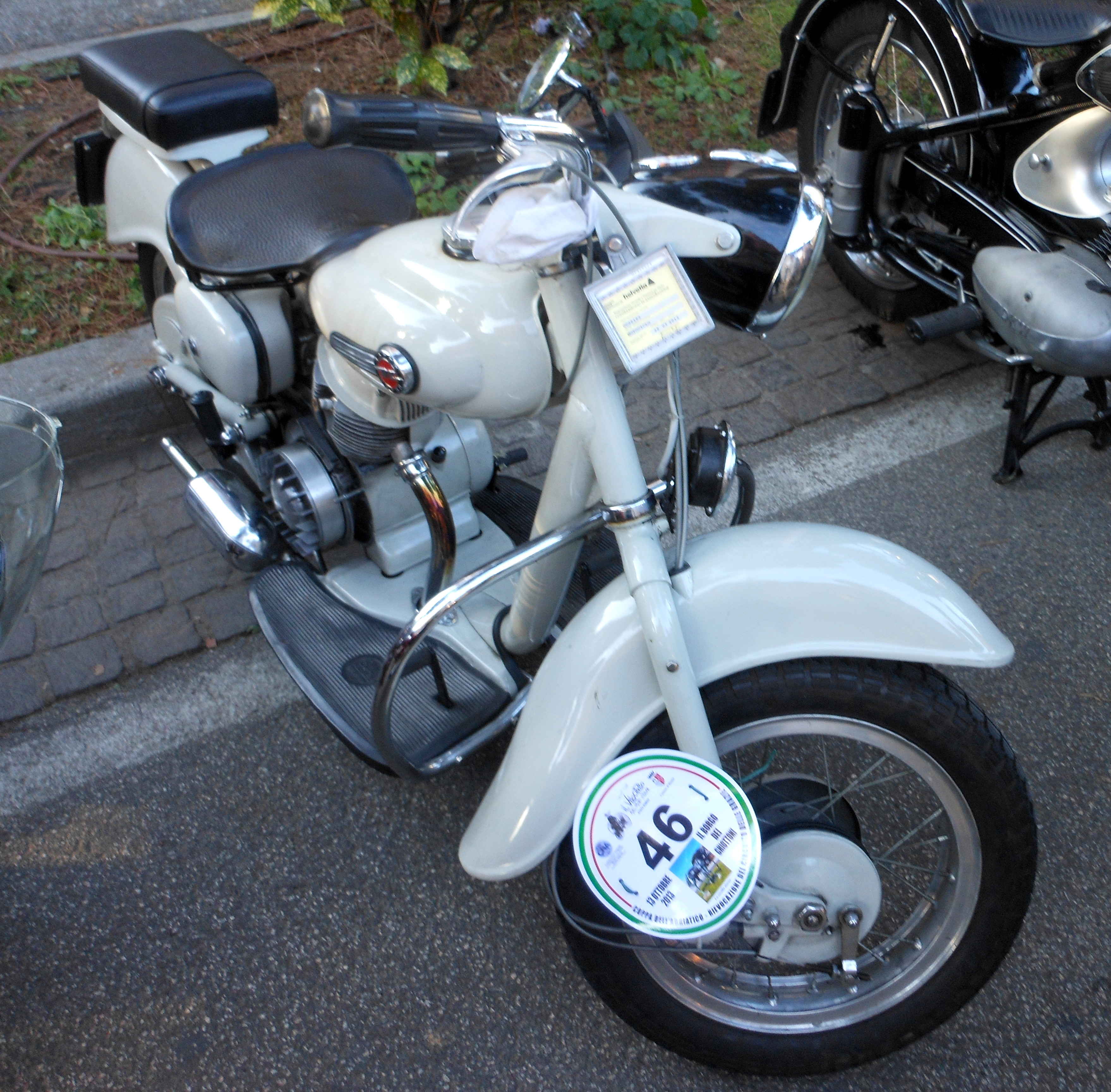
Vista anteriore

Progettato da Giuseppe Battista Falchetto (già in Lancia) il Delfino, presentato al Salone di Milano 1950, seguiva una tendenza dei primi anni cinquanta: quella di unire caratteristiche tipiche delle motociclette, come la posizione del serbatoio, ad altre di derivazione scooteristica, come la grossa pedana e le ruote di piccole dimensioni (sebbene di misura maggiore rispetto a quelle abitualmente utilizzate sugli scooter). Il telaio, monotrave, ospitava un motore monocilindrico a quattro tempi da 147 cm³, posizionato inclinato in avanti di 70°.
La versione definitiva fu presentata a fine 1951 ed entrò in produzione nel 1952: rispetto al modello presentato a Milano fu rivista la cilindrata, portata a 163 cm³ (7,5 CV). Il ritardo fu dovuto al fatto che le linee di montaggio della Motom erano impegnate nella produzione del 48, ciclomotore di grandissimo successo.
Nel 1953 fu presentata la seconda serie del Delfino, con motore potenziato a 8 CV e con coperchio valvole fissato da quattro viti: quest'ultima modifica si rese necessaria per risolvere i trafilaggi d'olio che si verificavano. Due anni dopo toccò alla terza e ultima serie, che rispetto alle precedenti aveva l'accensione a volano magnete con bobina separata.
La produzione cessò nel 1957 dopo circa 5.350 esemplari anche a causa del prezzo elevato al lancio: 265.000 lire, quando una Vespa 125 costava 150.000 lire e una Lambretta LD costava 166.000 lire.

## Fonti e bibliografia
- Otto Grizzi, Identità indefinita, Motociclismo d'Epoca 10/2002, Edisport, Milano, pagg. 20-33